# Campeonato Mundial de Snowboard de 2003
El V Campeonato Mundial de Snowboard se celebró en el monte Kreischberg (cerca de la localidad de Murau, Austria) entre el 12 y el 19 de enero de 2003 bajo la organización de la Federación Internacional de Esquí (FIS).

## Medallistas

### Masculino
| Evento                           | Oro                               | Plata                                | Bronce                                 |
| -------------------------------- | --------------------------------- | ------------------------------------ | -------------------------------------- |
| Eslalon paralelo (14.01)         | Siegfried Grabner · Austria       | Mathieu Bozzetto Francia             | Simon Schoch · Suiza                   |
| Eslalon gigante paralelo (13.01) | Dejan Košir Eslovenia             | Simon Schoch · Suiza                 | Nicolas Huet Francia                   |
| Campo a través (19.01)           | Xavier de Le Rue Francia          | Seth Wescott Estados Unidos          | Andrew Neilson · Canadá                |
| Halfpipe (17.01)                 | Markus Keller · Suiza · 45,3 pts. | Stefan Karlsson · Suecia · 43,6 pts. | Steven Fisher Estados Unidos 43,3 pts. |
| Big air (18.01)                  | Risto Mattila · Finlandia · 52,1  | Simon Ax · Suecia · 47,5             | Antti Autti · Finlandia · 47,4         |

### Femenino
| Evento                           | Oro                             | Plata                                   | Bronce                                |
| -------------------------------- | ------------------------------- | --------------------------------------- | ------------------------------------- |
| Eslalon paralelo (15.01)         | Isabelle Blanc Francia          | Karine Ruby Francia                     | Sara Fischer · Suecia                 |
| Eslalon gigante paralelo (13.01) | Ursula Bruhin · Suiza           | Julie Pomagalski Francia                | Heidi Renoth · Alemania               |
| Campo a través (19.01)           | Karine Ruby Francia             | Ursula Fingerlos · Austria              | Victoria Wicky Francia                |
| Halfpipe (16.01)                 | Doriane Vidal Francia 45,3 pts. | Nicola Pederzolli · Austria · 37,1 pts. | Fabienne Reuteler · Suiza · 36,0 pts. |

## Medallero
| Núm. | País           | Oro | Plata | Bronce | Total |
| ---- | -------------- | --- | ----- | ------ | ----- |
| 1    | Francia        | 4   | 3     | 2      | 9     |
| 2    | Suiza          | 2   | 1     | 2      | 5     |
| 3    | Austria        | 1   | 2     | 0      | 3     |
| 4    | Finlandia      | 1   | 0     | 1      | 2     |
| 5    | Eslovenia      | 1   | 0     | 0      | 1     |
| 6    | Suecia         | 0   | 2     | 1      | 3     |
| 7    | Estados Unidos | 0   | 1     | 1      | 2     |
| 8    | Alemania       | 0   | 0     | 1      | 1     |
| 8    | Canadá         | 0   | 0     | 1      | 1     |
|      | TOTAL          | 9   | 9     | 9      | 27    |